# سد سورک
سد سورک، در نزدیکی روستای سورک در فاصله ۴۵ کیلومتری جنوب شرقی شهرکرد در استان چهارمحال و بختیاری است که بر روی رودخانه فصلی کیار قرار دارد. اصلاح شده توسط علیرضایعقوبی سورکی
ساخت سد سورک با اشکالاتی از جمله ۵ سال تعویق در تکمیل، اشتباه در تخمین آورد آب به سد و اصلاح نکردن طرح در طی ۱۰ سال زمان ساخت، آبگیری نشدن سد تا ۱۰ سال بعد از گشایش و همچنین اظهارات متناقض مسئولان در زمان گشایش برای سلب مسئولیت از دولت و جناح خود روبرو بوده‌است.

## سدی بدون آب
سد سورک بعد از مراسم گشایش اول در سال ۱۳۹۲ یا گشایش دوم در سال ۱۳۹۴ تا سال‌ها آورد آب قابل توجهی نداشت و بلا استفاده بود تا اینکه در سال ۱۴۰۲ با جمع شدن ۱۰ میلیون متر مکعب پشت سد برای اولین بار آبگیری شد.

## تاریخچه ساخت
ساخت این سد و شبکه آبیاری و زهکشی سورک که در ردیف طرح‌های ملی قرار داشت در سال ۱۳۸۲ شروع شده و برای تولید انرژی برق آبی نیز طراحی شدن بودو در سال ۱۳۸۴ به میزان ۱۱٪ پیشرفت فیزیکی داشت و طبق برنامه زمانی اولیه باید در سال ۱۳۸۷ آبگیری می‌شد.
سد سورک دو بار افتتاح شد؛ بدین صورت که بار اول در سال ۱۳۹۲ توسط مقامات محلی استان چهار محال و بختیاری بدون آب قابل توجه افتتاح و آبگیری شد و در سال ۱۳۹۴ برای بار دوم با حضور اسحاق جهانگیری(معاون اول رئیس‌جمهور) و حمید چیت چیان(وزیر نیرو) با آب ناچیز افتتاح شد. در طی این مراسم افتتاح بود که حسین صمدی بروجنی، مدیرعامل وقت آب منطقه ای چهارمحال و بختیاری زمان شروع ساخت سد سورک را سال ۱۳۸۵ (در دوره دولت نهم) اعلام کرد. گروهی دیگر از رسانه‌ها نیز آغاز ساخت سد را از سال ۱۳۸۴ دانستند.

## منشأ مشکلات طرح
برخی کارشناسان مشکل را بی‌توجهی به انجام مطالعات مناسب برای احداث سد و جانمایی‌های نامناسب برای سدهای کوچک از جمله سد سورک دانستند که باعث هدر رفتن سرمایه‌ها و هزینه‌ها شده‌است. در طول دوران ساخت سد که با تأخیر همراه بود، پروژه با اصلاح همراه نشد. با این وجود هیچ بررسی در مورد اشتباهات در مطالعات سد انجام نشد.

## مشخصات سد
سد مخزنی سورک ۳۹ متر ارتفاع دارد و طول تاج آن ۵۹۰ متر است. این سد گنجایش ذخیره ۲۵ میلیون مترمکعب است.
این سد و شبکه آبیاری و زهکشی آن برای آبیاری ۲۲۰۰ هکتار از زمین‌های کشاورزی پایین دست طراحی شده‌است.
هدف از اجرای این طرح، ذخیره آب‌های سطحی حوضه کیار در موقعیت مذکور و توسعه کشاورزی بوده‌است.

## مشخصات رودخانه
به نقل از خبرگزاری‌های محلی، رودخانه کیار که روزگاری صفت خروشان هم نمی‌توانست حقش را ادا کند در طول قرن‌ها باعث شکل‌گیری روستاهای بزرگی در جوار خود شده بود اما از سال ۱۳۸۴ به بعد درگیر خشکسالی بود و سالها تقریباً در محل سد سورک آورد آبی نداشت.